# Станијев Пајтон уређивач
Станијев Пајтон уређивач (енгл. Stani's Python Editor, СПУ) је унакрсно платформно интегрисано развојно окружење (ИРО) за програмски језик Пајтон. ИРО је развијен и одржаван од стране Stani Michiels.
СПУ ради на ГНУ/Линукс, Mac OS X и Microsoft Windows-у и има истицање синтакси, ауто завршавање, ауто увлачење, савети позива, више табова, проверавање синтаксе и интегрисани ГУИ дизајнер (wxGlade) и дебагер (winpdb). Заснован је на wxPython. Доступан је под ГНУ-овом општом јавном лиценцом, СПЕ слободног софтвера.

## Важна белешка
Од кад је домаћин пројекта био BerliOS, који је од 1. маја 2014. искључен, сви линкови који упућују на BerliOS, овде и на почетној страници пројекта не раде. SourceForge.net је ископирао инсталационе фајлове за SPE-0.8.3.c-wx2.6.1.0-py24.exe али пошто то сад зависи од верзије Пајтона и wxPythona-које више нису подржане, може бити мудро да се размотри СПУ као неодржаван и могућ Abandonware.